# Bluebird (cómic)
Bluebird, conocida en su identidad civil como Harper Row, es el nombre de una superheroína ficticia, creada para la editorial DC Comics. Ambientada en las páginas de las historietas de Batman, Harper Row fue creada por el escritor de historietas estadounidense Scott Snyder y el artista de historietas, Greg Capullo. Su debut, fue en las páginas de la historieta de Batman Vol.2 #7 (marzo de 2012), pero como Bluebird, debutó en las páginas de Batman Vol.2 #28 (febrero de 2014). La identidad de Harper Row como Bluebird, fue creada por el artista de historietas, Dustin Nguyen. Dentro del Universo DC, Harper Row se convierte en un importante aliado de Batman durante los acontecimientos de Batman Eternal, una maxisere semanal limitada de un año de duración.
En lugar de tomar el manto como Robin, que tradicionalmente le ha correspondido al clásico compañero de Batman, Harper Row adopta una nueva identidad, como superheroína, y por lo tanto, adopta la identidad de Bluebird. Su aparición marca la llegada del primer personaje nuevo de la Batifamilia en las historietas de Batman, luego del reinicio de la continuidad del Universo DC, desde 2011, cuando se dio el comienzo de la iniciativa Los Nuevos 52.
Fallon Smythe interpreta a Harper Row en Gotham Knights.

## Historia de la publicación
Harper Row apareció por primera vez como cameo sin nombre en BatmanVol. 2 #1 (septiembre de 2011). Más adelante aparecería de manera formal en su identidad civil en Batman Vol.2 #7 (marzo de 2012), en el cual se constata que ella y Batman ya se habían conocido antes. Su encuentro anterior aparece en un flashback en Batman Vol.2 #12 (octubre de 2012), siendo ilustrado por Becky Cloonan; Esta sería la primera historia que una artista femenina había trabajado en un título de Batman. Harper Row volvería a aparecer en las páginas de Detective Comics Vol. 2 #21 (agosto de 2013), siendo la primera vez que un escritor que no fuera Snyder (su creador) haya escrito.
En las páginas de Batman Vol.2 #28 (abril de 2014), se hace un vistazo a lo que sería su futura aparición en Batman Eternal, Harper Row entonces asumiría su identidad como Bluebird convirtiéndose en la nueva compañera de Batman.
Scott Snyder mencionó que para crear a Bluebird se inspiró en un diseño creado por su prominente hija cosplayer Kyrax2. "Harper & Row" era también el nombre de la principal firma de publicaciones estadounidense llamada "Harper", entre 1962 a 1990.

## Biografía ficticia del personaje
En los primeros números que muestran a Harper Row, es presentada como una joven adolescente callejera de los suburbios, viviendo en uno de los barrios más duros y peligrosos de Ciudad Gótica que Batman haya vigilado jamás. También es mostrada que tanto ella como su hermano vienen de una familia rota, con una madre y padre fallecidos, que antes de morir estuvieron en la cárcel. Con tales principios humildes, Row no parecía naturalmente que se inclinase a ser una héroe. De hecho, hizo su primera aparición robando comida de una gala benéfica de la Fundación Wayne. Sin embargo, su vida cambió cuando Batman la salvó junto con su hermano Cullen de ser golpeados por parte de unos abusadores quienes estaban golpeando a unos homosexuales, aunque no antes de que los agresores lograsen cortarle el cabello a Cullen con un par de tijeras.
La intervención de Batman le dejó una impresión duradera a la joven. Además de afeitarse la cabeza en solidaridad con su hermano, Harper comenzó a investigar más acerca de Batman, con el fin de que pudiera ayudarle en su lucha contra el crimen en Ciudad  Gótica. Incluso logró descubrir los dispositivos que Batman utiliza para desactivar las cámaras de seguridad de la ciudad, y las mejoró con tecnología de su propio diseño.
Con sus esfuerzos, solamente le hicieron ganarse la ira de Batman; en un momento dado, los intentos de recompensa de Harper le ayudaron para evitar que le rompieran la nariz en una pelea. Al día siguiente, Harper visita a Bruce Wayne en la Torre Wayne, y le muestra los planes que ella piensa podría ayudarle a Batman. Para su sorpresa, Bruce estaría de acuerdo. De hecho esa noche, Batman rastrea a Harper y se disculpa con ella. Ella le dice que no puede saber los detalles, pero que sabe que la vida que podría llevar es conducirla a una gran cantidad de dolor (como la que Batman sufrió tras la muerte de Damian Wayne). Ella también le recuerda a Batman lo que significa para la ciudad al contarle una historia conmovedora y personal. El tema concluye con el mensaje de Harper a Batman difundiendolo en la Torre Wayne. Es una simple palabra que le ha enseñado a Harper por parte de su madre antes de su muerte: "Resolver", que solo le dieron la clave: la letra "R". A pesar de salvarle la vida a Batman al arrastrar su cuerpo inconsciente al cual encontró en la Bahía de Ciudad Gótica, y reiniciarle su corazón utilizando solo cables de arranque y una batería de automóvil no logró convencerlo.

### Batman Eternal
En las páginas de Batman Eternal, Harper viaja de polizón a bordo del batiavón de Red Robin (Tim Drake), y en el transcurso de la serie, se gana su confianza. En la edición # 41, Harper comienza su vida superheróica como Bluebird por primera vez, con el fin de rescatar a su hermano Cullen; Red Robin y sus aliados, Batgirl y Red Hood se encuentran atrapados en una trampa, dejándola a ella sola. A pesar de los reveses en su relación con el propio Batman, un adelanto de destello en el futuro cercano es mostrado que finalmente logra superar y ganase el respeto de Batman y de las reservas, uniéndose a él en la lucha contra el crimen como Bluebird.

### Batman & Robin Eternal
Durante los eventos de Batman & Robin Eternal, se revela que la madre de Harper fue asesinada por Cassandra Caín, ahora conocida en la nueva continuidad como "Orphan", que le reveló finalmente que estaba actuando como una agente de "Madre", un villano que manipula a los niños traumatizados con el argumento de que las hará más fuertes a partir de la creación de un traumatismo (a pesar de que Cassandra había sido enviada para matar a los dos padres de Harper y solo mató a su madre antes de que ella descubriera que no podía hacerlo). Lo más aún sorprendente, fue que Madre tenía al cuerpo de la madre de Harper asesinada como parte de un plan para una "oferta" para que Batman tomase a Harper a como una perfecta Robin; Batman se había puesto en contacto con ella para tratar de exponer sus planes a largo plazo y creía que estaba destinada a matar a los padres del nuevo Robin, y que Madre la había elegido para él, cuando en realidad acaba de enviarla después de que dos de los otros discípulos de Madre pudiera probarle su lealtad a sus ideales, mientras que los padres de Harper fueron atacados en ciudad Gótica. A pesar de reconocer las cualidades de Harper que la haría un socia ideal, en el momento en el cual Batman simplemente obligó a su padre sobreviviente a asumir la responsabilidad por su papel como un padre, no quería que se beneficiara del plan su madre, al no revelarle la verdad incluso después de que Harper comenzara a trabajar con él como Bluebird. Madre intenta ganarse la confianza de Harper para que asuma su punto de vista, con el argumento de que su propia familia se vino abajo debido a la experiencia que tuvo para poder levantarla por sí misma, ofreciéndole dejar que Harper matara a Cassandra Caín luego que después de que le revelara que Cassandra fue quien mató a su madre, pero Harper rechaza esa idea, proclamando que ella creció porque su madre la apoyó y reconoció su deseo para una vida mejor, en lugar de tratar de hacer que Harper creyera que Madre creía que iba a poder trabajar para ella. Tras la derrota de Madre, Harper asegura que Batman que cuando regrese entenderá sus razones para no hablarle sobre la historia con Madre y su papel indirecto en la muerte de su propia madre, pero los acontecimientos recientes le impulsaron a ir a la universidad para recibir títulos oficiales por sus habilidades como electricista y así poder explorar una vida fuera de la vida de los vigilantes, aun así, Batman la acepta, pero deja que Bluebird siempre será bienvenida en Gotham si decide volver como superheroína.

### DC: Renacimiento
Recientemente, fue vista en las páginas de Detective Cómics, siendo visitada por Spoiler, como se ve en las páginas de Detective Cómics #943.

## Versiones alternativas

### DC Bombshells
En una historia alternativa ambientada en la Segunda Guerra Mundial, Harper Row es una mecánica de automóviles adolescente, que trabaja en un garaje con Kathy Duquesne y Nell Little. Ella se demuestra que es un gran fan de Batwoman. Durante la ausencia de Batwoman en Gotham, Harper, junto con Kathy y Nell formar un equipo de Batgirls para proteger a la ciudad. Las Batgirls, unidas por Alysia Yeoh y Bette Kane entran al Orfanato Pinkey para salvar el hermano de Harper, Cullen, y al resto de los huérfanos, que han sido utilizados para trabajar en la construcción de robots para los retorcidos planes de Headmistress Webb. Más tarde le dan la bienvenida a Tim Drake, Cullen Row y Felicity Smoak en el equipo, y la creación de una Bati-familia.

## Relaciones con la Batifamilia
- Batman: Harper ha tenido una inicialmente difícil relación con Batman. Ella salvó su vida y le ayudó en numerosas ocasiones, sin embargo, niega constantemente su ayuda. Sin embargo, esto no la detiene. En su primera aparición como Bluebird, vemos trabajando junto a Batman, aunque la historia de Batman Eternal no había llegado tan lejos todavía.
- Red Robin: La relación de Harper con Red Robin ha sido mucho mejor que sus años con Batman. Red Robin inicialmente no aceptaba de su ayuda, y solamente quería mantenerla a salvo. Sin embargo, ella al ser de carácter fuerte, por lo que Red Robin sabe de sus habilidades, y de mala gana trabaja con ella cuando una crisis con nanobots surge cuando empiezan a plagar a los niños en Ciudad Gótica.

## Poderes y habilidades
Aunque no posee poderes, es hábil en combate mano a mano, tiene habilidades en el campo de la ingeniería eléctrica; Harper fue capaz de reparar y mejorar la tecnología eléctrica de las "Bati-Cajas" que Batman había colocado en las alcantarillas de Gotham, e incluso fue capaz de introducirse al ordenador seguro de Red Robin. Es una habilidosa siendo lo suficientemente sigilosa para seguir en silencio a Red Robin tan de cerca como estando detrás de él, como cuando iba a bordo de avión, cuando este no pudo detectar a una segunda persona a bordo.

## En otros medios

### Televisión
- Harper Row aparece en Young Justice, con la voz de Zehra Fazal.[21] Introducida en la tercera temporada, esta versión es una solitaria adolescente rebelde y compañera de clase de Halo y Forager que sufre regularmente abusos de su padre alcohólico junto con su hermano Cullen hasta que Miss Martian finalmente los lleva a los servicios de protección infantil. A partir de la cuarta temporada, los Rows fueron adoptados por Snapper y Bethany Carr. Harper y Halo luego se convirtieron en pareja en el final de la cuarta temporada.
- Harper Row aparece en Gotham Knights, interpretada por Fallon Smythe.[22] Esta versión es amiga de Duela con sus habilidades de ingeniería intactas. Cuando operaba en "Gotham Knights", ella desarrolló una rivalidad con Stephanie Brown hasta el episodio "Daddy Issues", donde ayuda a Stephanie a enfrentarse a su madre Crystal Brown. Más tarde ellas desarrollaron una relación romántica.

### Videojuegos
- Harper Row / Bluebird originalmente estaba configurado para aparecer como un personaje jugable en Injustice 2, pero se eliminó por razones desconocidas.[23]
- Harper Row aparece en Lego DC Super-Villains.